# Cyril Rool
Cyril Rool, né le 15 avril 1975 à Pertuis, est un footballeur professionnel français. Il évoluait au milieu de terrain ou comme arrière gauche. 
Réputé pour son jeu rugueux, il dispute 353 rencontres de championnat de France au cours desquelles il récolte 16 cartons rouges et 156 cartons jaunes (27 cartons rouges et 187 cartons jaunes toutes compétitions confondues).
Il a notamment été surnommé « l'Antéchrist » par le quotidien sportif espagnol As en 2009.
Il est désormais agent de joueurs.

## Biographie
Au SC Bastia, Cyril Rool fait ses premières classes en première division aux côtés de joueurs comme Laurent Casanova, Bruno Rodriguez, Franck Jurietti, Jean-Jacques Eydelie. Il dispute son premier match en D1 le 2 août 1994 (Metz - Bastia, 1-2), et reçoit le premier carton rouge de sa carrière professionnelle à la suite d'un coup de pied donné à Laurent Croci. En février 1996, une bagarre avec le milieu du RC Lens Marc-Vivien Foé conduit à l'expulsion des deux hommes qui finissent de régler leurs comptes dans les couloirs menant aux vestiaires. Ils joueront plus tard ensemble, brièvement, sous les couleurs du RC Lens.
Recruté par le RC Lens en 1998, il participe à la Ligue des champions. Il prend notamment part à la victoire du club à Wembley contre Arsenal le 26 novembre 1998. À cette occasion, il s'est montré décisif en provoquant l’expulsion de l’international anglais Ray Parlour, lequel était déjà averti, à la suite d'une altercation avec lui. Il gagne son seul trophée avec Lens en 1999 : La Coupe de la Ligue. En août 1999, il s'en prend à un jeune du centre de formation du RC Lens, Yohan Charlot auquel il casse le nez d'un coup de tête. Il est sanctionné en interne.[réf. souhaitée] Fin 1999, il est exclu face à l'ES Troyes AC : il quitte le terrain en adressant des bras d'honneur et un crachat au public champenois[réf. nécessaire].
À l'été 2001, il est prêté par le RC Lens à l’Olympique de Marseille, qui vient juste d’enregistrer le retour de Bernard Tapie. Il se fait expulser dès son quatrième match et est envoyé à l'AS Monaco dans la foulée à la suite d'une mésentente avec Tapie[réf. souhaitée]. Il y passe la fin de saison, avant de retourner dans le Nord. 
En 2004-2005, Cyril Rool signe aux Girondins de Bordeaux, où il retrouve son ex-coéquipier Franck Jurietti. Il ne reste toutefois qu’une saison, puisque dès l’année suivante il s’engage avec l’OGC Nice de Frédéric Antonetti. En septembre 2006, le match entre l'AS Nancy-Lorraine et l'OGC Nice se termine dans la confusion. Vraisemblablement insulté, il tente de se faire justice à l’entrée du tunnel, provoquant une bagarre générale[réf. nécessaire]. En novembre 2006, il s'en prend à son propre public qui l'avait sifflé. Assagi par la suite, il endosse le rôle de capitaine du club en l'absence d'Olivier Echouafni. Expulsé par l'arbitre à l'occasion du match disputé à Lyon contre Olympique lyonnais en 2008 lors duquel plusieurs erreurs d'arbitrages ont été constatées, il déclare : « C'est plutôt l'arbitre qui aurait dû être expulsé au vu de son match ! »[réf. nécessaire].
Durant l'été 2009, il rejoint l'Olympique de Marseille pour deux saisons. L'OGC Nice l'a libéré en échange d'une petite indemnité pour services rendus. Il est notamment le remplaçant de Taye Taiwo lorsque celui-ci part à la Coupe d'Afrique des nations début 2010. Il retrouve la Ligue des champions, onze ans après sa dernière participation à cette compétition. Il ne dispute finalement que deux nouvelles rencontres sous les couleurs phocéennes. Replacé à gauche, Gabriel Heinze est un titulaire indiscutable dans l'équipe de Didier Deschamps. Malgré tout, Rool enrichit son palmarès d'un championnat de France. 
Le 28 juin 2010, le site officiel de l'Olympique de Marseille annonce que Rool résilie son contrat et quitte le club après avoir très peu joué. Il termine sur ce départ sa carrière professionnelle.
En 2022, le magazine So Foot le classe dans le top 1000 des meilleurs joueurs du championnat de France, à la 666e place en compagnie de Cyril Jeunechamp.

## Carrière
| Saison      | Club                   | Pays    | Championnat        | Coupes nationales | Coupes d’Europe                    | Sélection France |
| ----------- | ---------------------- | ------- | ------------------ | ----------------- | ---------------------------------- | ---------------- |
| 1993 - 1994 | SC Bastia              | Ligue 2 | 15 matchs          | -                 | -                                  | -                |
| 1994 - 1995 | SC Bastia              | Ligue 1 | 27 matchs          | 6 matchs          | -                                  | -                |
| 1995 - 1996 | SC Bastia              | Ligue 1 | 27 matchs          | 2 matchs          | -                                  | -                |
| 1996 - 1997 | SC Bastia              | Ligue 1 | 22 matchs          | 1 match           | -                                  | -                |
| 1997 - 1998 | SC Bastia              | Ligue 1 | 24 matchs          | 2 matchs          | 5 + 3 matchs / 1 + 0 but (CI + C3) | -                |
| 1998 - 1999 | RC Lens                | Ligue 1 | 24 matchs          | 6 matchs          | 5 matchs (C1)                      | -                |
| 1999 - 2000 | RC Lens                | Ligue 1 | 15 matchs          | -                 | 5 matchs (C3)                      | -                |
| 2000 - 2001 | RC Lens                | Ligue 1 | 25 matchs          | 3 matchs / 1 but  | 2 matchs (CI)                      | -                |
| 2001 - 2002 | Olympique de Marseille | Ligue 1 | 4 matchs           | -                 | -                                  | -                |
| 2001 - 2002 | AS Monaco              | Ligue 1 | 19 match           | 4 matchs          | -                                  | -                |
| 2002 - 2003 | RC Lens                | Ligue 1 | 15 matchs          | -                 | 5 matchs (C1)                      | -                |
| 2003 - 2004 | RC Lens                | Ligue 1 | 15 matchs          | 3 matchs / 1 but  | 5 matchs (C3)                      | -                |
| 2004 - 2005 | Girondins de Bordeaux  | Ligue 1 | 28 matchs / 2 buts | 3 matchs          | -                                  | -                |
| 2005 - 2006 | OGC Nice               | Ligue 1 | 29 matchs          | 5 matchs / 1 but  | -                                  | -                |
| 2006 - 2007 | OGC Nice               | Ligue 1 | 25 matchs / 2 buts | 3 matchs / 1 but  | -                                  | -                |
| 2007 - 2008 | OGC Nice               | Ligue 1 | 32 matchs          | 2 matchs          | -                                  | -                |
| 2008 - 2009 | OGC Nice               | Ligue 1 | 20 matchs          | 5 matchs          | -                                  | -                |
| 2009 - 2010 | Olympique de Marseille | Ligue 1 | 2 matchs           | -                 | -                                  | -                |

Dernière mise à jour le 28 juin 2010

## Palmarès
Cyril Rool remporte son premier titre sous le maillot du SC Bastia, avec la Coupe Intertoto en 1997. Il joue trois finales de Coupe de la Ligue pendant sa carrière, remportant la compétition une seule fois en 1999 sous les couleurs du RC Lens et s'inclinant lors des éditions 1995 avec le SCB et 2006 avec l'OGC Nice. Mais c'est avec l'Olympique de Marseille, qu'il remporte son titre le plus prestigieux en étant Champion de France en 2010.